# Sainterie de Vendeuvre-sur-Barse
La Sainterie de Vendeuvre-sur-Barse est une manufacture d’art chrétien, essentiellement catholique, produisant des œuvres en terre cuite destinées à la décoration des édifices chrétiens (statues, autels, fonts baptismaux…). La manufacture a participé à l’élaboration de l’art dit sulpicien. Elle connaît un grand succès à la fin du XIXe siècle.
Elle est fondée en 1842 par Léon Moynet, artiste et homme d’affaires visionnaire. Si au début de sa carrière, son entreprise se résume à lui et à ses œuvres produites dans une grange isolée, il crée ensuite des modèles, industrialise progressivement la production, recrute des ouvriers et des sculpteurs, dont certains deviendront célèbres, et se lance dans des techniques publicitaires innovantes.
À sa mort, l’entreprise est reprise par Honoré Nicot, son comptable, et se transmet dans la famille de ce dernier pendant deux générations,.
Au XXe siècle, face aux critiques des intellectuels et à l’évolution des goûts, la fabrique renouvelle sa production et se tourne vers la modernité. Elle délaisse également progressivement les œuvres religieuses aux profits des œuvres profanes. La production des Saints s’arrête néanmoins en 1961 à la veille du concile Vatican II.

## Historique

### Un fondateur artiste, solitaire puis homme d'affaires
Jean Jules, dit Léon, Moynet est né à Paris en 1818. Il est le fils d’un couple de commerçants. À Besançon, il étudie les rudiments de l’art comme la géométrie, le dessin et l’anatomie puis, à Paris, et jusqu'à l'âge de vingt ans, il étudie la sculpture sous la direction de Monsieur Valois de l’institut,.
En 1838, il s'installe à Troyes, où  il rencontre le sculpteur François Joseph Valtat qui lui confie la création d’une quarantaine de statues,.
En 1841, 1843 et 1845, il participe à des expositions troyennes où ses œuvres sont remarquées et appréciées. Ses sculptures d’anges attirent l’attention. Il affiche sa volonté de respecter l’orthodoxie religieuse dans son art.
En 1842, il reçoit la commande de deux autels latéraux pour l’église de Magny-Fouchard. De style gothique, ils sont habités par de nombreuses statues et statuettes de saints et d’anges qu’il fait cuire à 8 km de là, chez un potier à Amance, avant de les décorer et de les peindre. Didron fait l’éloge de son travail dans les annales archéologiques.

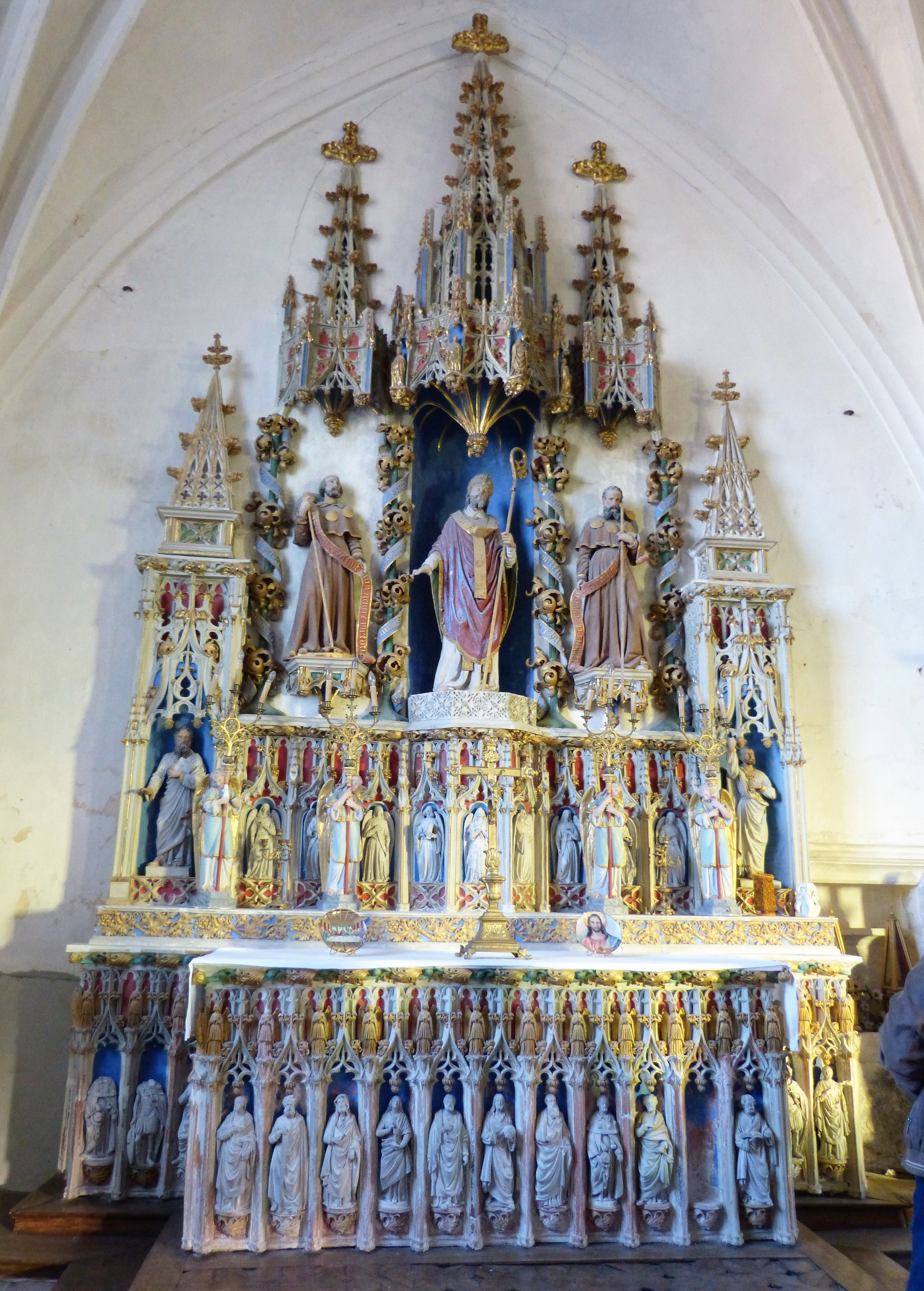
Église Sainte-Madeleine de Magny-Fouchard - Autel de saint Nicolas.
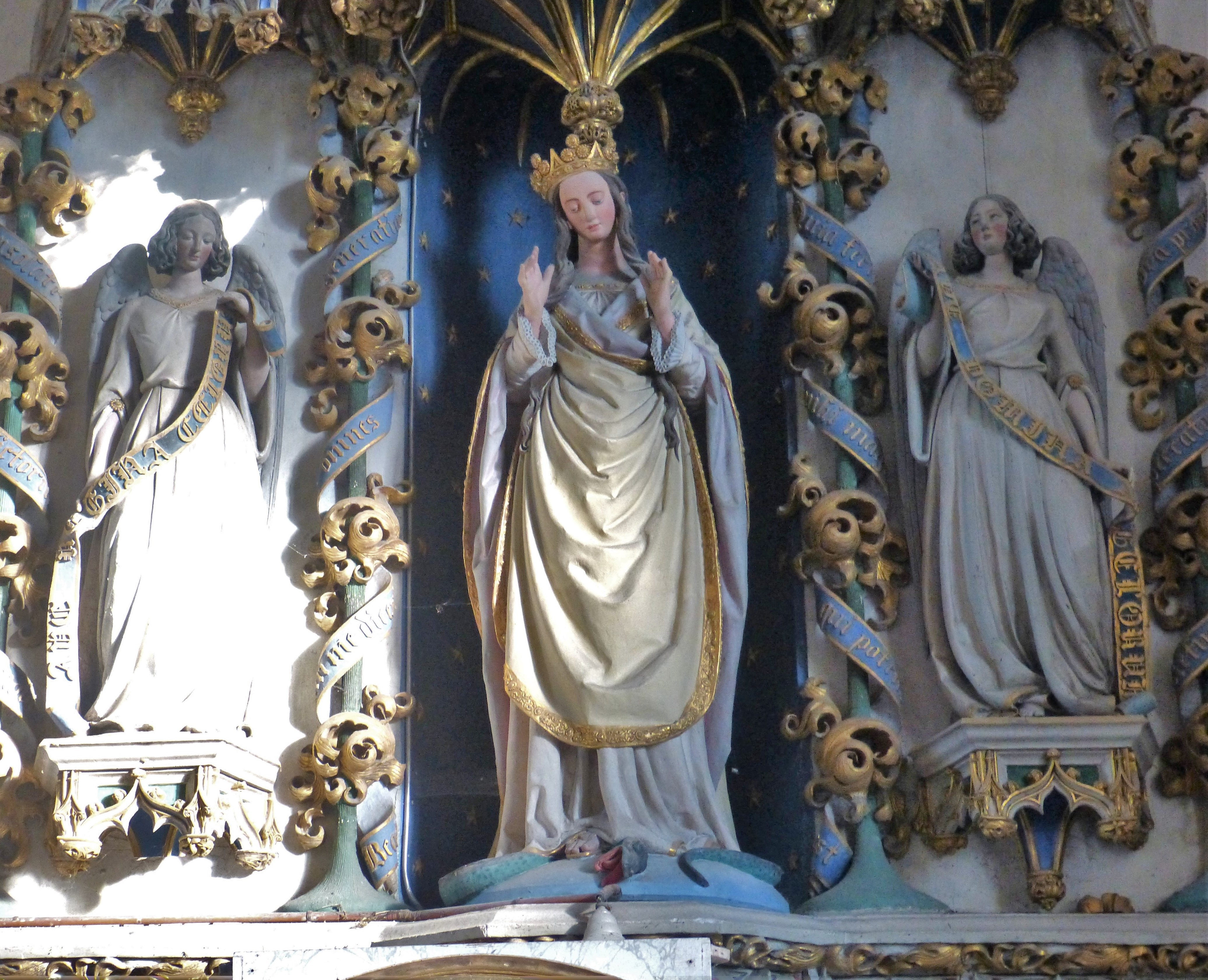
Église Sainte-Madeleine de Magny-Fouchard - Retable de l'autel de la Vierge.
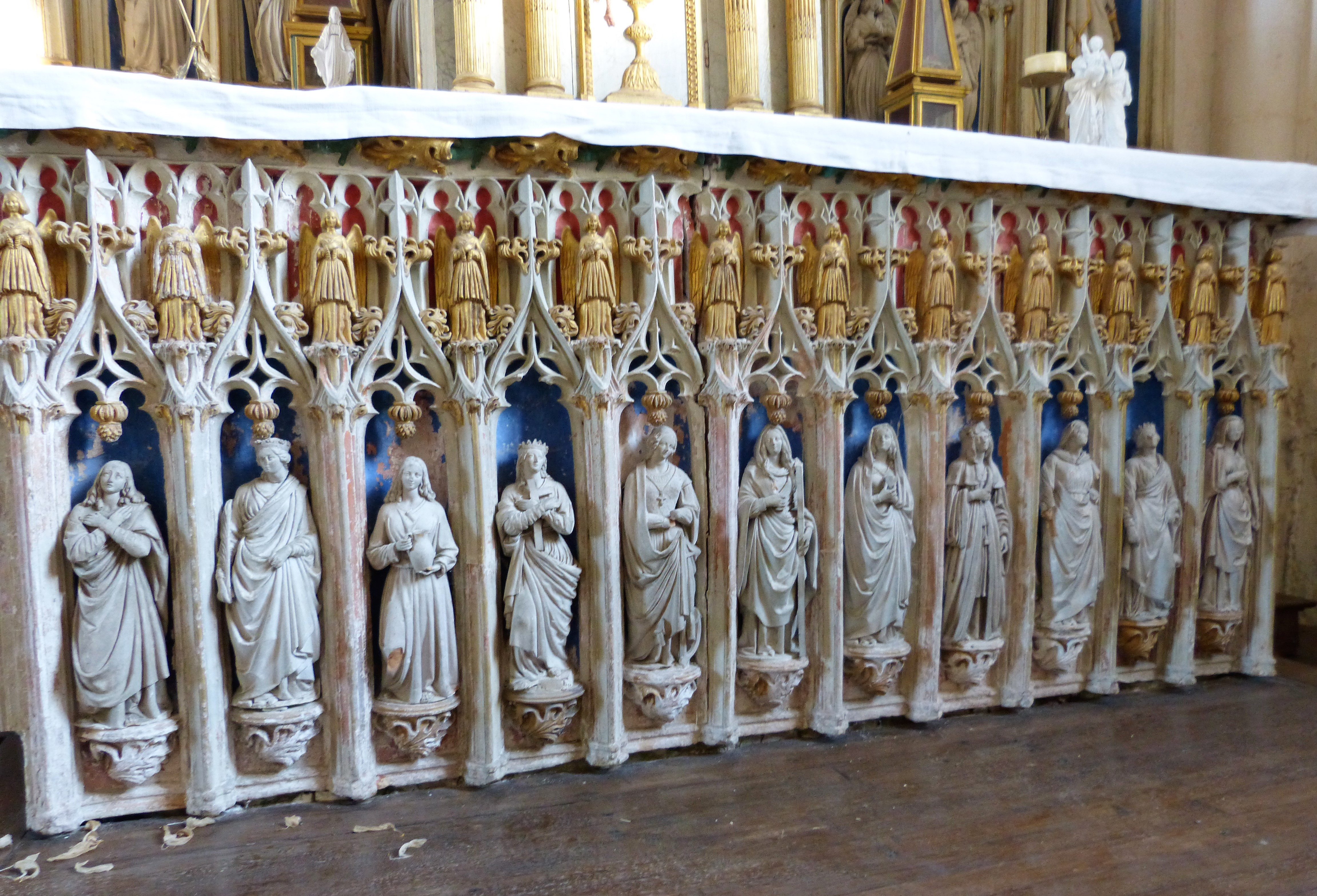
Église Sainte-Madeleine de Magny-Fouchard - Tombeau de l'autel de la Vierge.
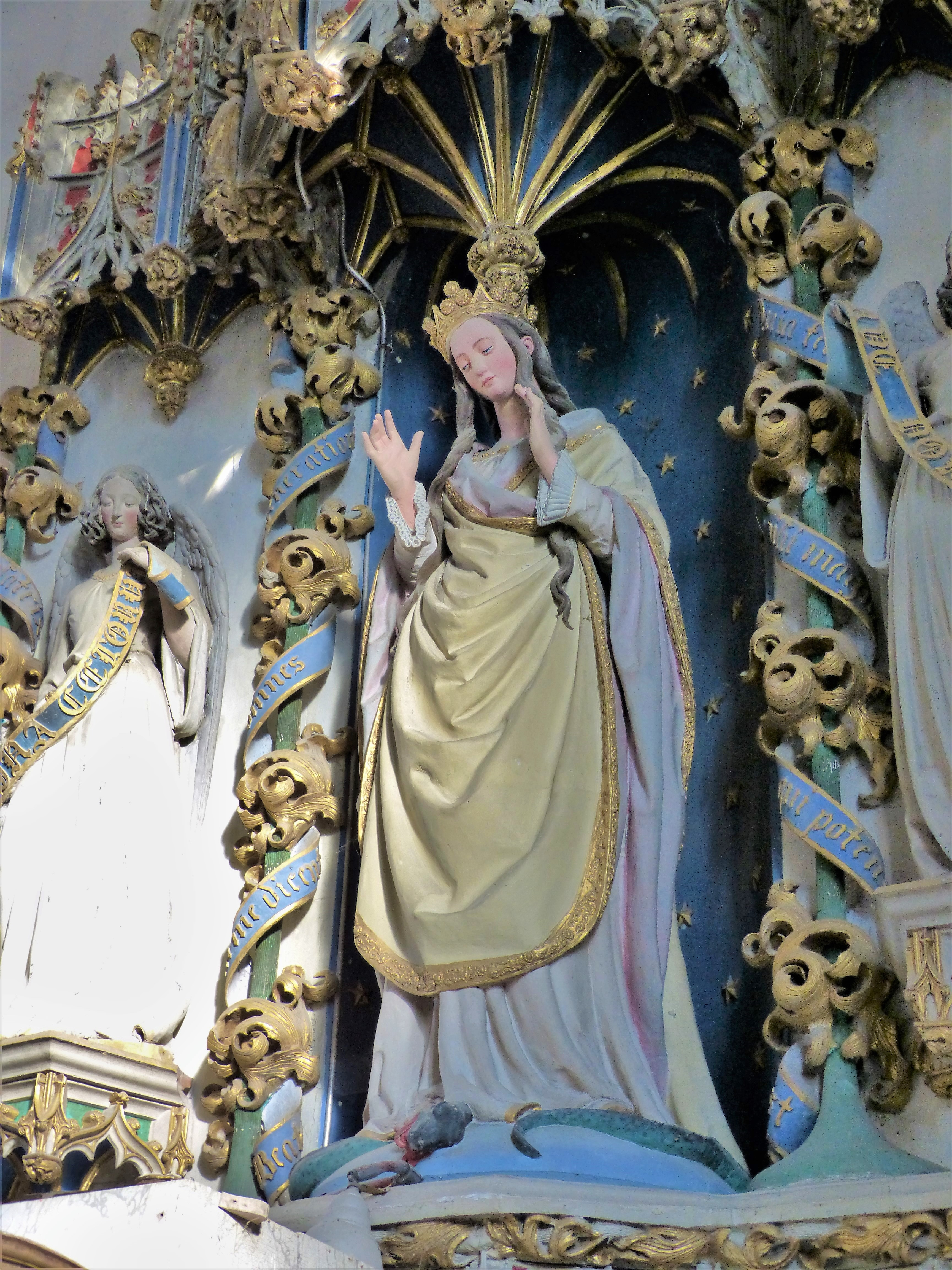
Église Sainte-Madeleine de Magny-Fouchard - Statue de la Vierge.
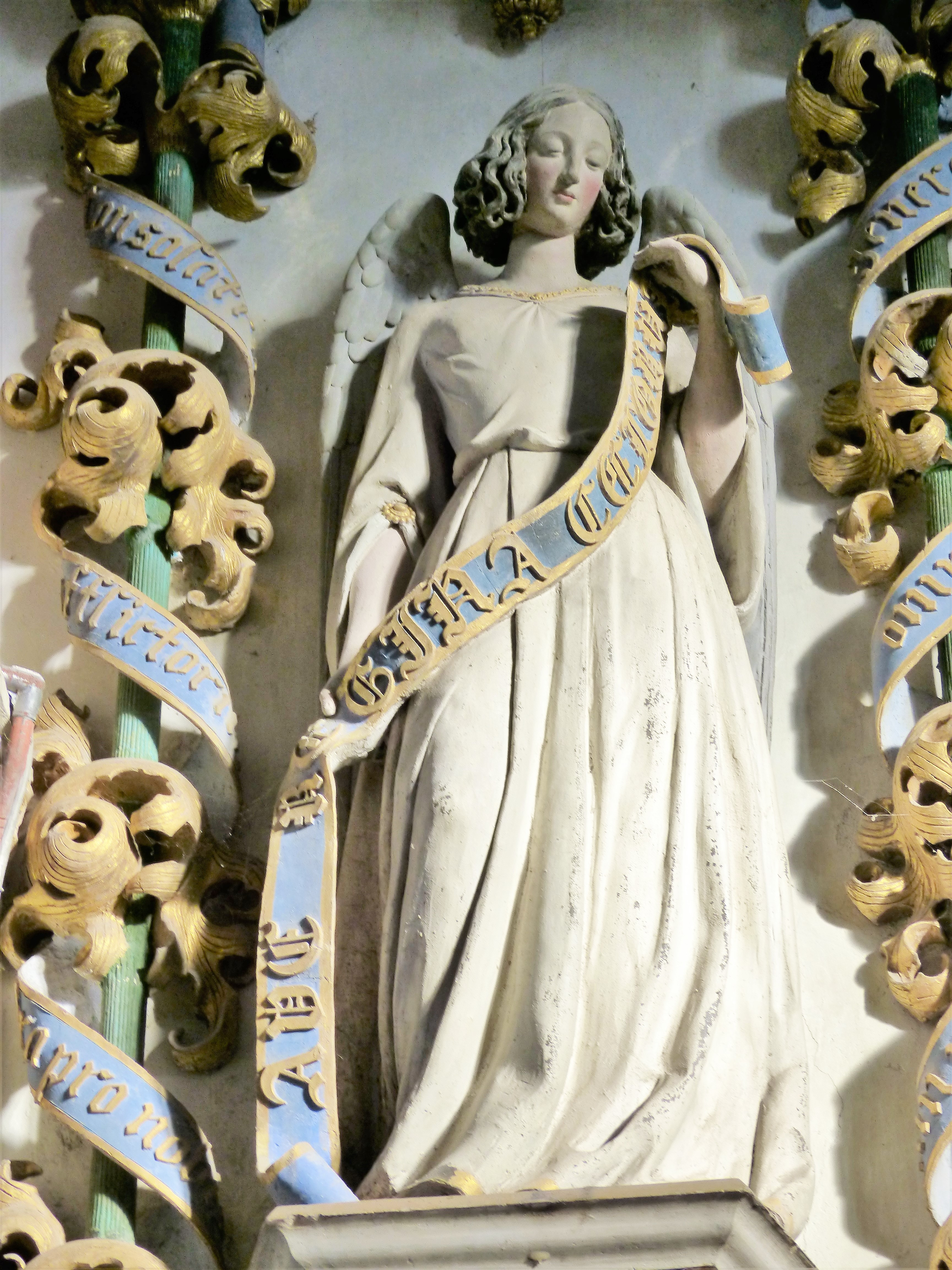
Église Sainte-Madeleine de Magny-Fouchard - Statue d'un ange entourant la Vierge.

De 1842 à 1851, son travail est accaparé par la fabrication de plusieurs autels pour des églises de l’Aube.
Vers 1844-1845, il installe son atelier à quelques kilomètres de Magny-Fouchard, à Vendeuvre, dans une ancienne grange au milieu des vignes et vit là-bas, seul, dans des conditions spartiates. Il se consacre ainsi entièrement à son art et veut « rénover la statuaire religieuse ». Il crée des statues en terre cuite qu'il reproduit par moulage, travaillant pendant plusieurs années à parfaire ses modèles et surtout, à rendre les moules réutilisables.
À partir de 1851, il délaisse progressivement la fabrication des autels et retables pour se concentrer sur la production de statues. Il crée des modèles et commence à standardiser ses œuvres. Le processus d'industrialisation (c'est-à-dire de production en série) est en marche.
Dans les années 1860, il édite des catalogues d’abord diffusés dans l’Aube puis nationalement (13 entre 1862 et 1866).
Léon Moynet fait édifier un véritable bâtiment industriel vers 1865 et recrute des sculpteurs pour développer et renouveler son offre.
À partir de 1867, ses œuvres se vendent autour de la place Saint-Sulpice. Sa zone de chalandise est désormais nationale, d'autant plus qu'il se constitue un réseau de points de vente.

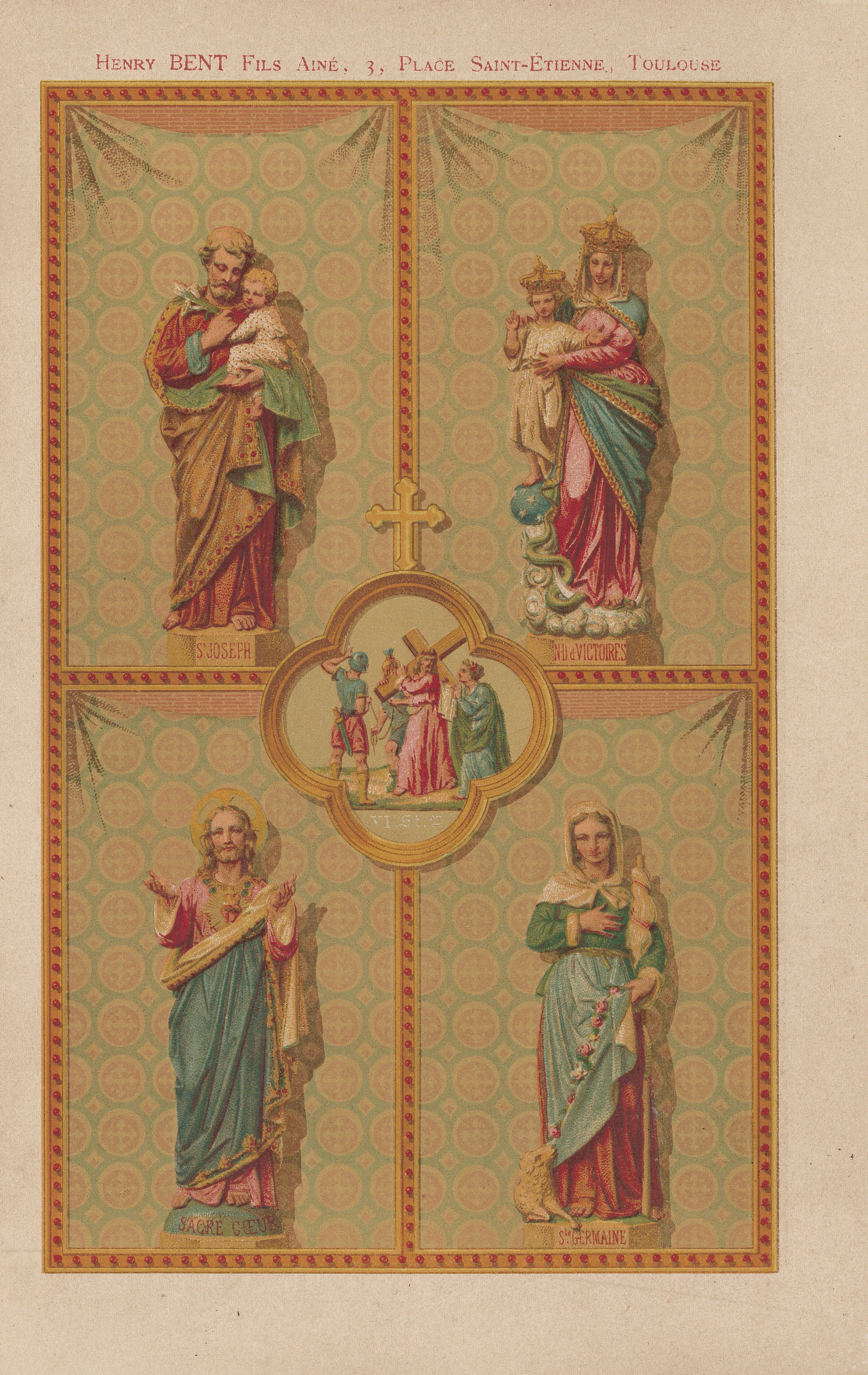
Statues de la Sainterie dans le catalogue de Henry Bent, fils ainé de Toulouse en 1882.
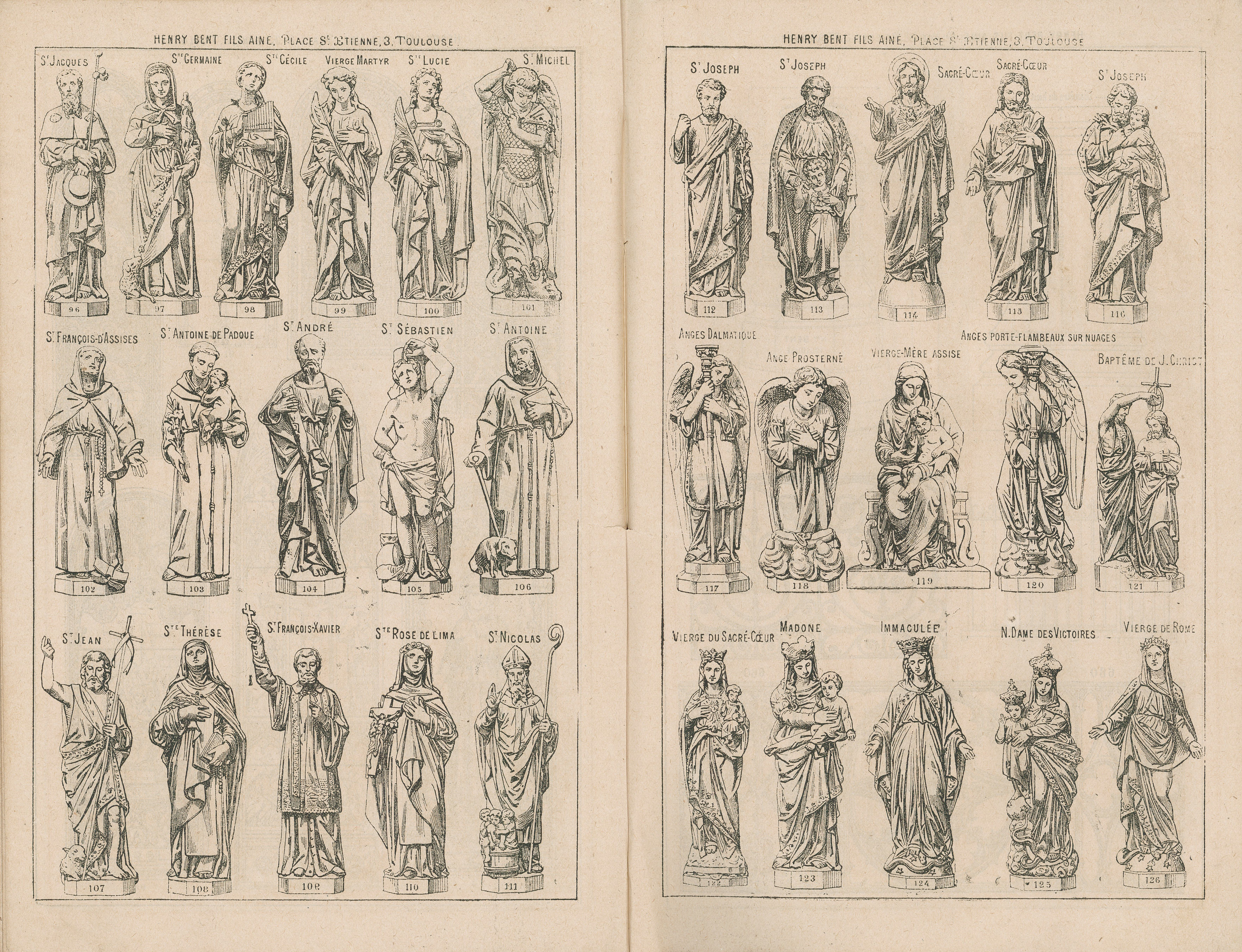
Statues de la Sainterie dans le catalogue de Henry Bent, fils ainé de Toulouse en 1882.
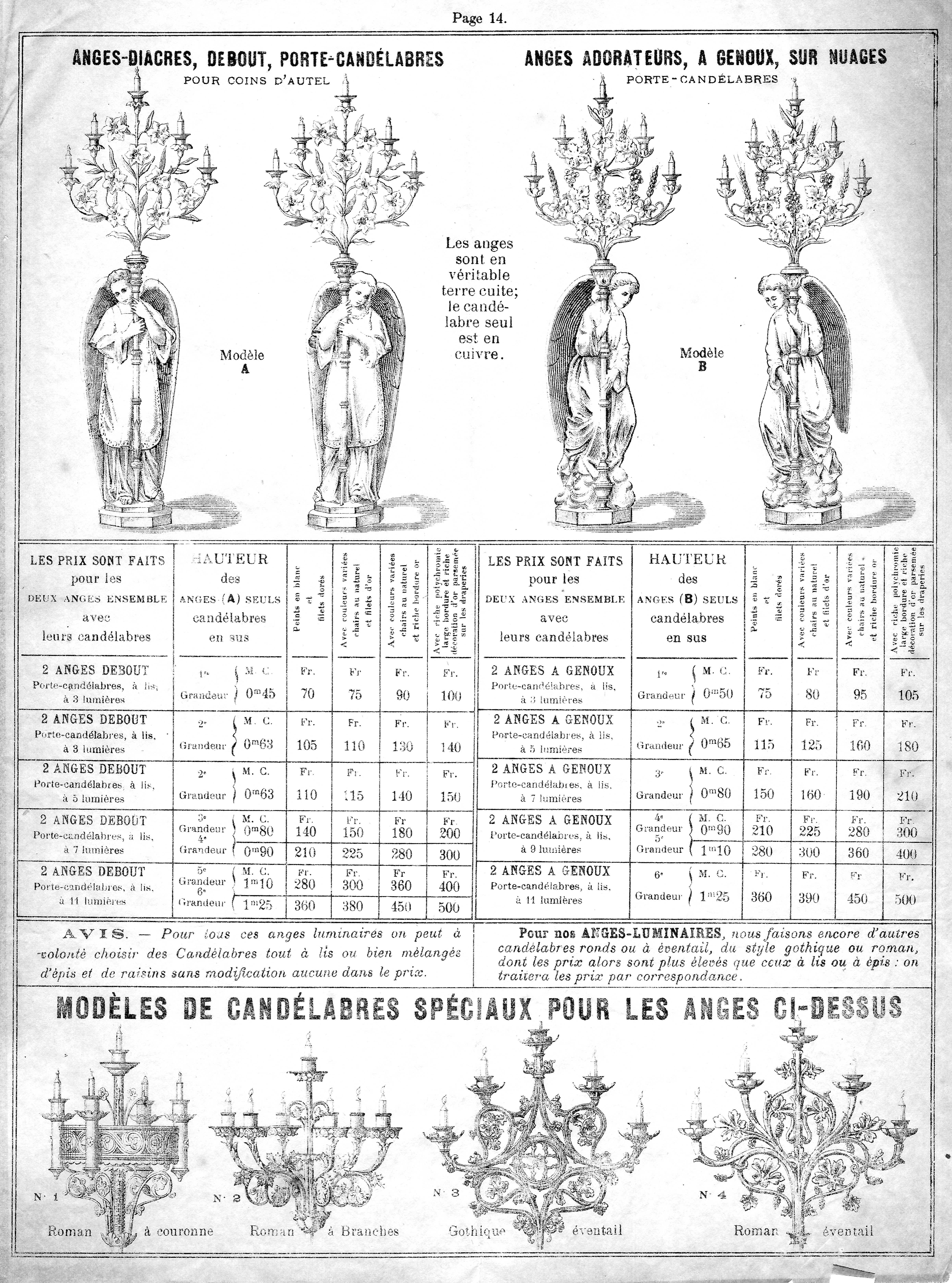
Statues d'anges de la Sainterie dans le catalogue de Monteilhet Jeune de Lyon (vers 1880 ?).

Il reçoit le titre d’avocat de Saint Pierre du pape Pie IX.

En 1878, ne parvenant pas à obtenir la surface qu’il souhaite à l’exposition universelle de Paris, il crée une exposition permanente dans un bâtiment de son usine, le « Paradis ».

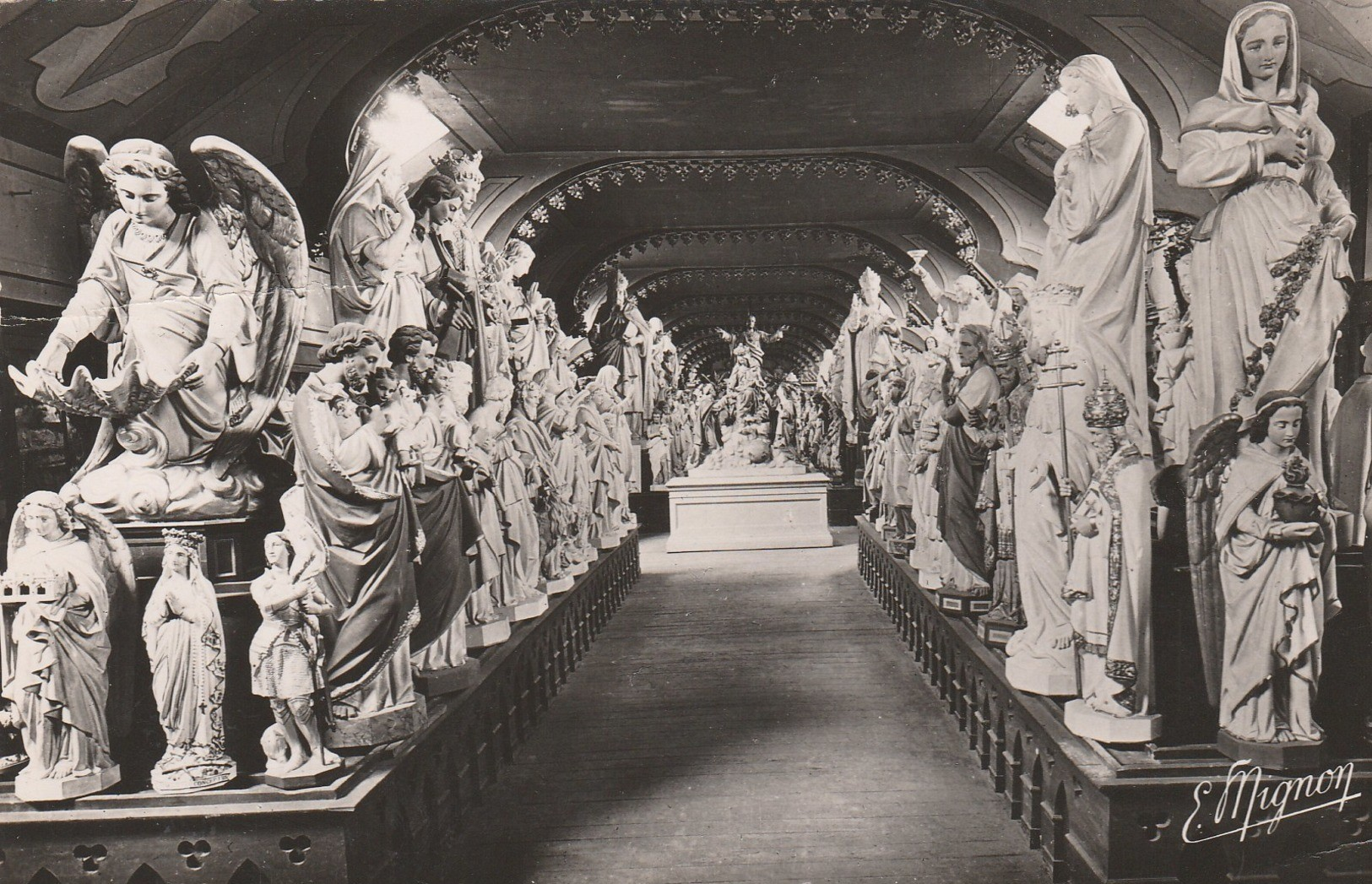
Le Paradis, salle d'exposition de la Sainterie.

### La famille Nicot
Moynet prend sa retraite en 1890. Il cède alors l’affaire à son comptable Honoré Nicot contre une rente viagère de 12 000 francs annuelle puis s’installe à Paris. Il y meurt en 1892,.
Honoré Nicot développe l’entreprise et l’offre des produits. La production s’accroit. Des débouchés à l’international apparaissent. L'entreprise est à son apogée.
D'après les publicités, elle aurait employé 100 salariés et produit jusqu'à 15 000 statues par an,. Ces chiffres semblent toutefois a posteriori fortement exagérés, les moyens techniques ne permettant pas une telle production.
En 1900, l'entreprise participe à l'exposition universelle de Paris. Elle y présente une sculpture représentant "le Christ élevant les bras pour appeler les bénédictions du ciel sur la terre". L'œuvre obtient la mention « honorable » décernée par la Commission internationale et vaut à Honoré Nicot la distinction d’ "Avocat de Saint Pierre", attribuée par le pape Saint Pie X,. Le Christ récompensé trône désormais au centre du Paradis.
Nicot décède en 1905, année de la séparation de l’Église et de l’État. Cette dernière est un coup dur pour la Sainterie qui voit indirectement ses sources de revenus diminuées.

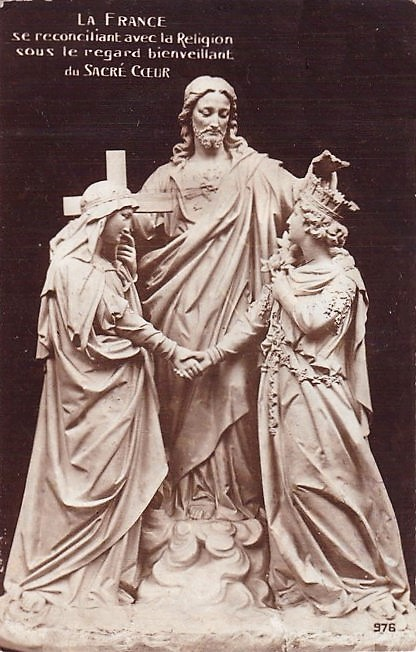
La France se réconciliant avec la Religion sous le regard bienveillant du Sacré Cœur - probablement réalisée aux alentours de la Séparation de l'Église et de l'État.

Son fils Henri Nicot reprend le flambeau. En 1909, le catalogue est traduit en anglais. Les ventes à l'étranger permettent de compenser les pertes de commande dues à la séparation de l’Église et de l’État.
En 1914, il est mobilisé. L'usine est réquisitionnée par l'armée française. Il meurt au champ d’honneur en juillet 1918.

### Vers la modernité

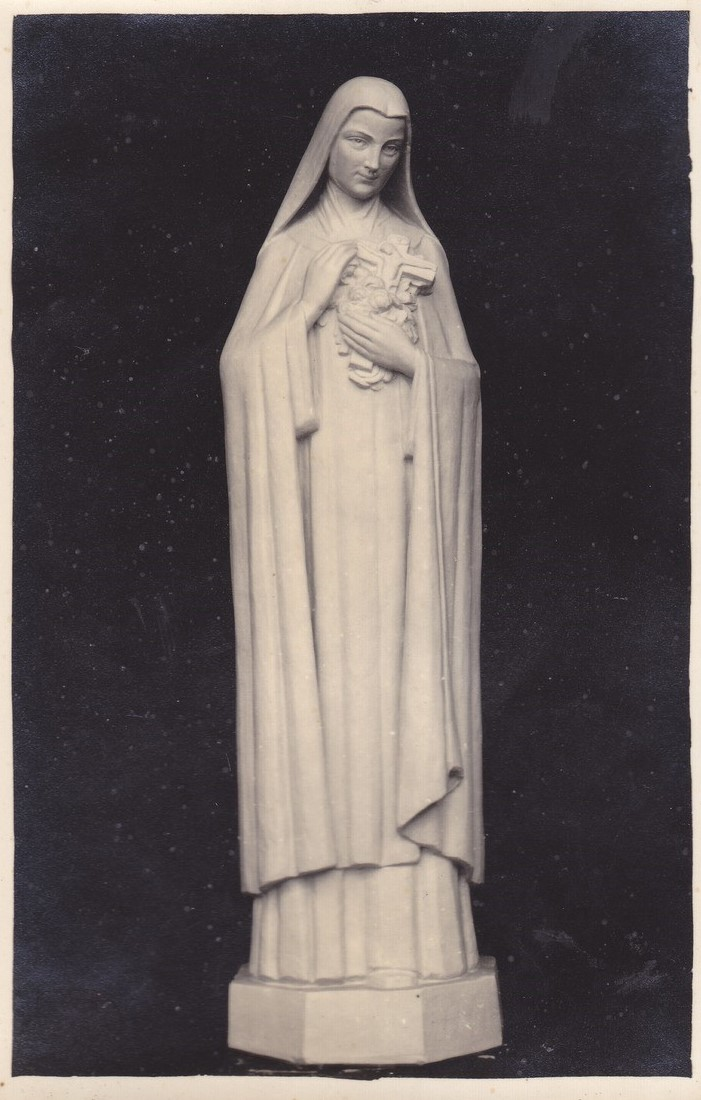
Statue moderne de Sainte Thérèse de Lisieux.

La veuve d’Henri prend la direction de la société pendant 18 ans et, après la guerre, développe une activité de création de monuments aux morts et de plaques commémoratives. À la même époque, les critiques envers l’art sulpicien s’intensifient et l’Église et les intellectuels encouragent la création d’un art nouveau.
René Nicot, fils d’Henri, prend la direction de la société en 1936. Il travaille avec des sculpteurs de talents œuvrant dans un style moderne. Il développe aussi une branche d’œuvres profanes.
Durant la seconde guerre mondiale, l’usine est touchée et subit des dégâts. Une fois la paix revenue, Nicot lance la fabrication du « carreau flammé ». Ces carreaux de céramique en forme de trapèze sont utilisés comme revêtement décoratif sur les bâtiments.

### La fin
La production des Saints cesse en 1961. Dans les années qui suivent, les collections restantes du Paradis (moules, statues, mobiliers…) sont rachetées par le Conseil Général. Le Paradis est détruit en 1982.

## Les œuvres

### Technique de fabrication
Toutes les œuvres de la Sainterie sont en terre cuite. L'argile est extraite localement. Les statues mesurent de 25 cm à 2 m environ.
La température de cuisson est de 900 °C pour les statues d'intérieur et de 1 400 °C pour les statues destinées à l'extérieur. Ces dernières sont également plus épaisses que celles d'intérieur et sont dites "en terre de fer". Leur résistance provient de l'argile ferrugineuse extraite sur place.
La première étape de la fabrication d'une œuvre est la création d’un modèle original en terre, œuvre de Moynet ou de sculpteurs salariés de l’entreprise. Puis un moule en plâtre de cet original est fabriqué. On réalise ensuite l’estampage (application à la main de la terre sur toute la surface intérieure du moule), le séchage, le démoulage et la phase de retouche. On pose par la suite les bras, jambes et attributs avec de la " barbotine ". L'œuvre est poncée puis cuite au charbon durant 50 heures. Après refroidissement, une phase de contrôle a lieu. L'œuvre est ensuite décorée selon la volonté du client par des peintres expérimentés.
Il est à noter qu'au cours de l'histoire de la Sainterie aucune statue n'a été produite avec un matériel mécanique. La fabrication est toujours restée manuelle même lors du passage, réalisé par Léon Moynet, du mode artisanal au mode industriel, c’est-à-dire à la production en série.

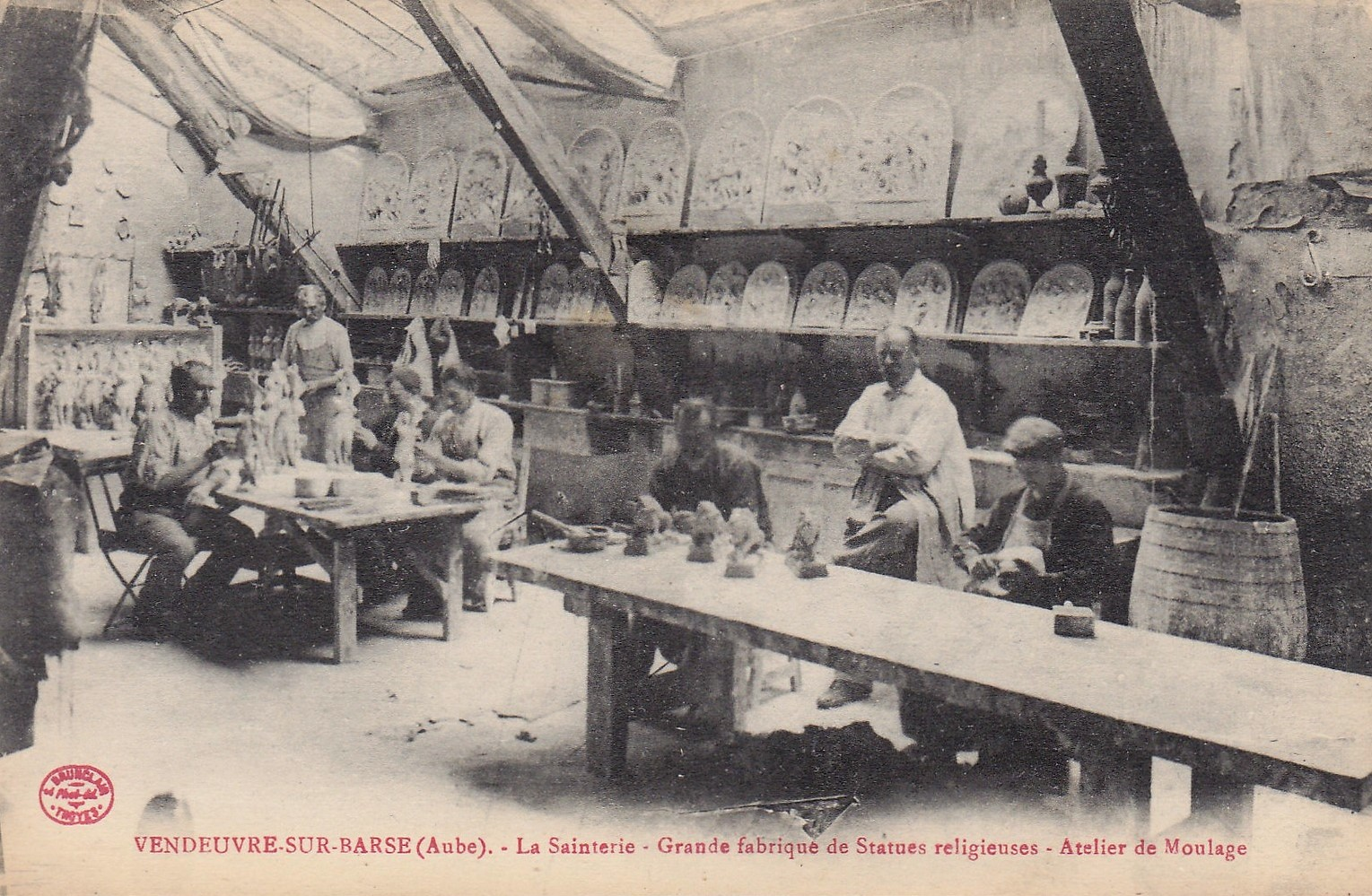
Atelier de moulage.
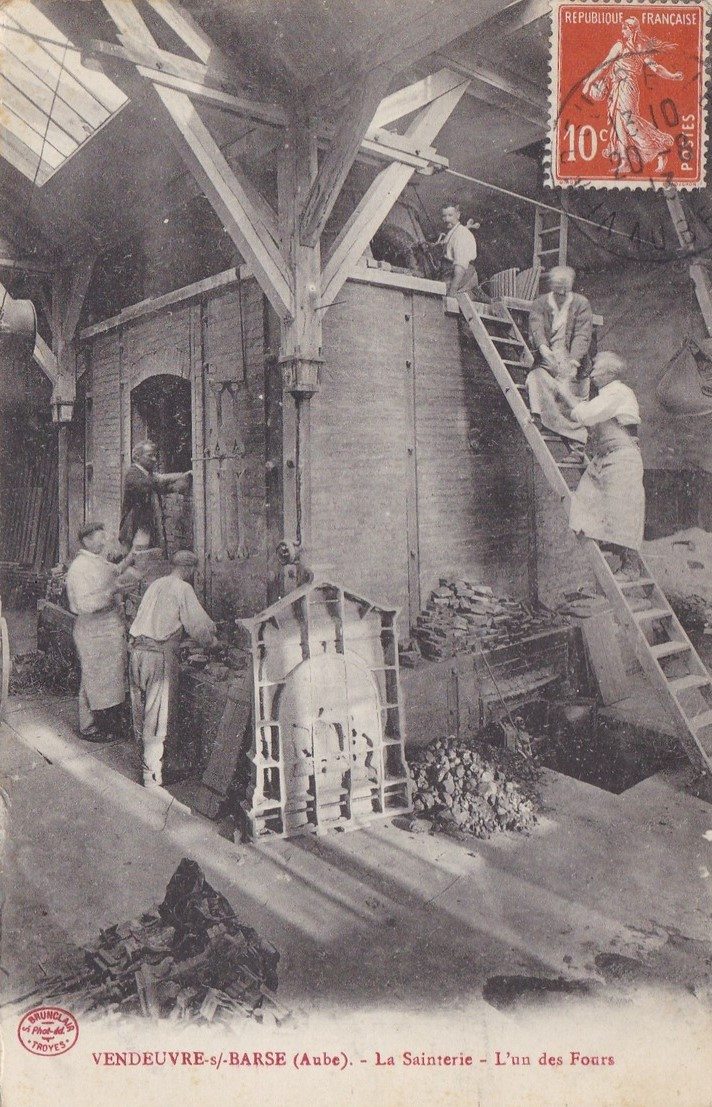
Un des fours de cuisson.
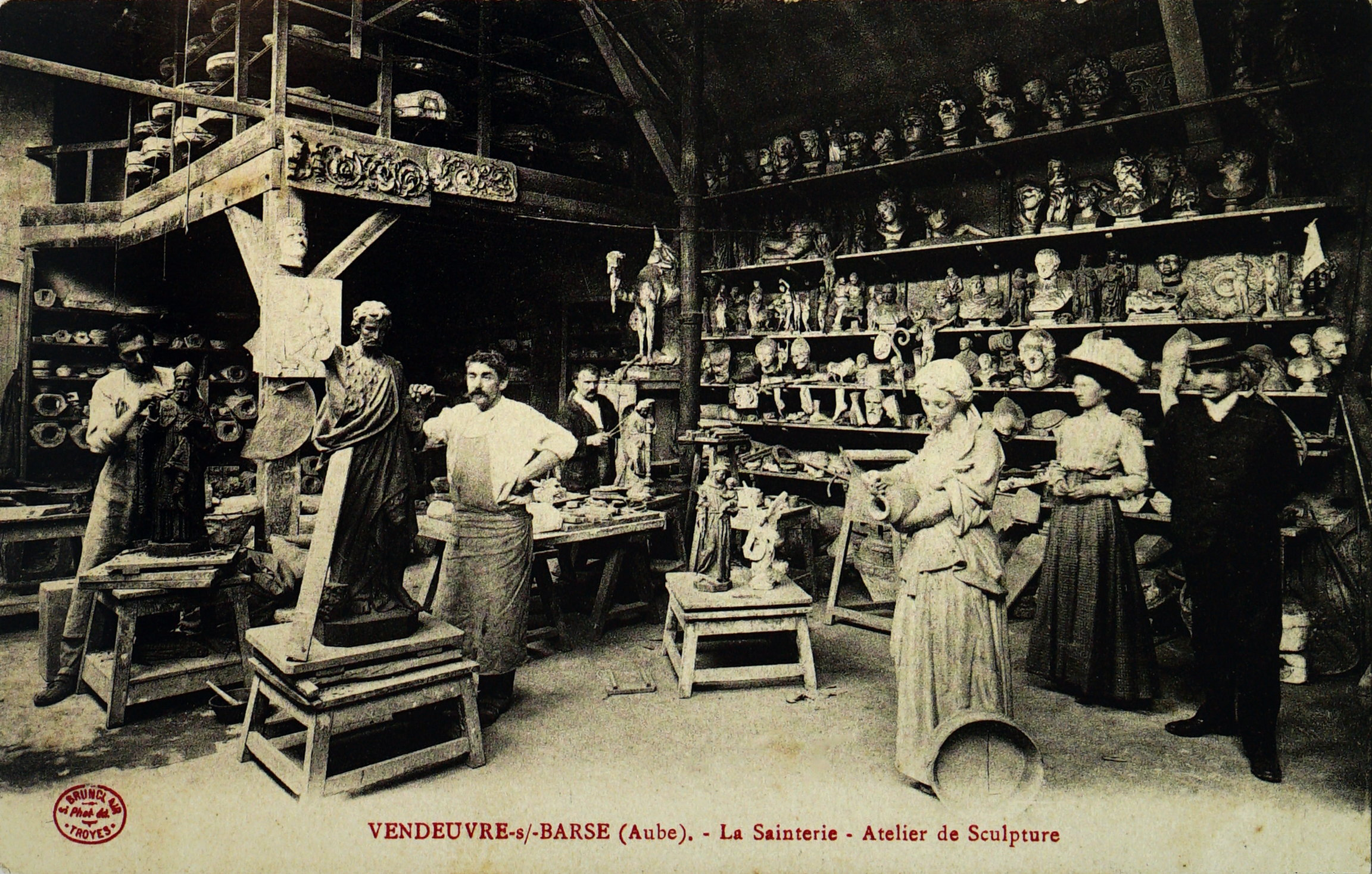
Atelier de retouche. À droite, Madame et Monsieur Henri Nicot.
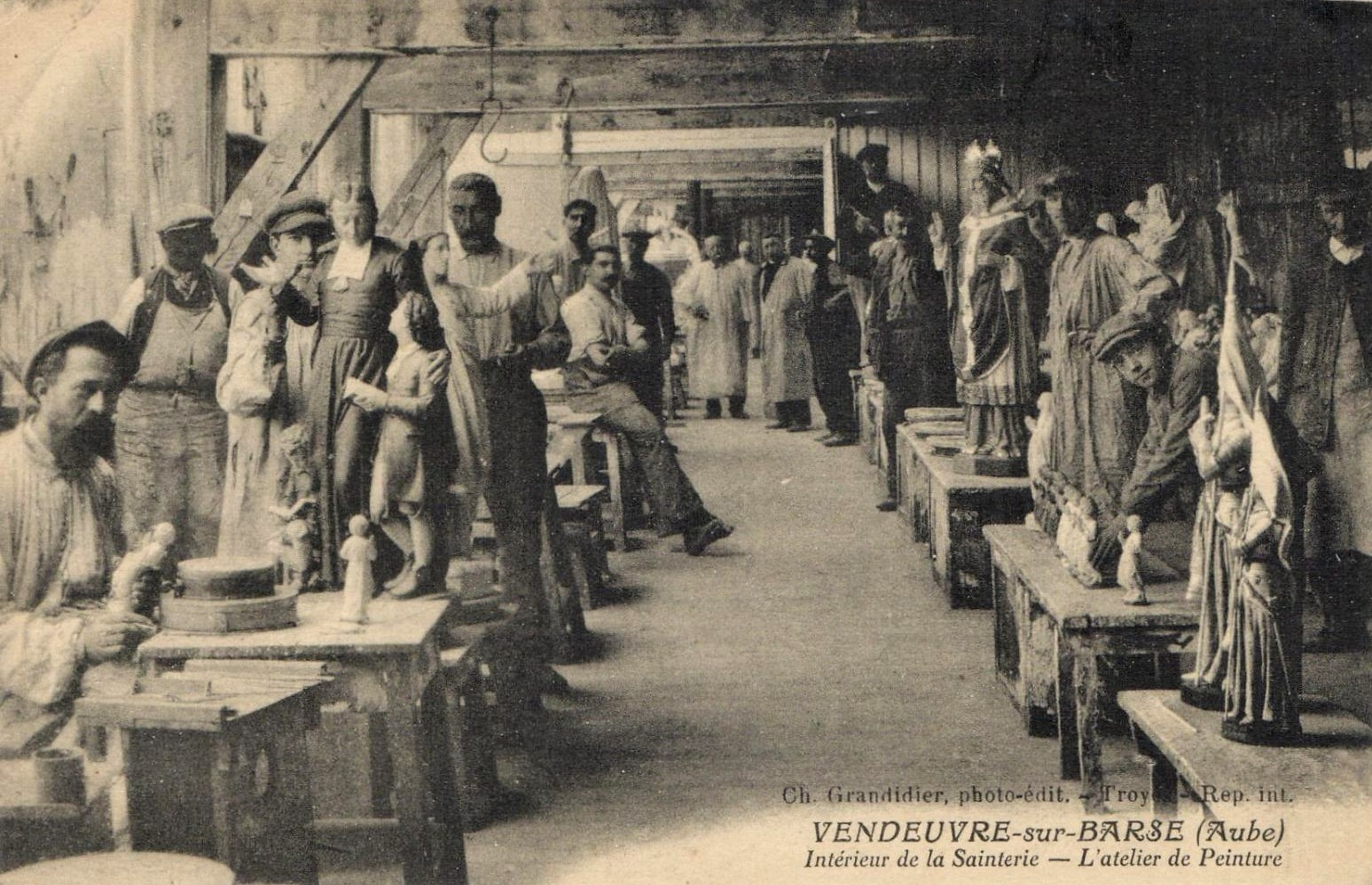
Atelier de peinture.
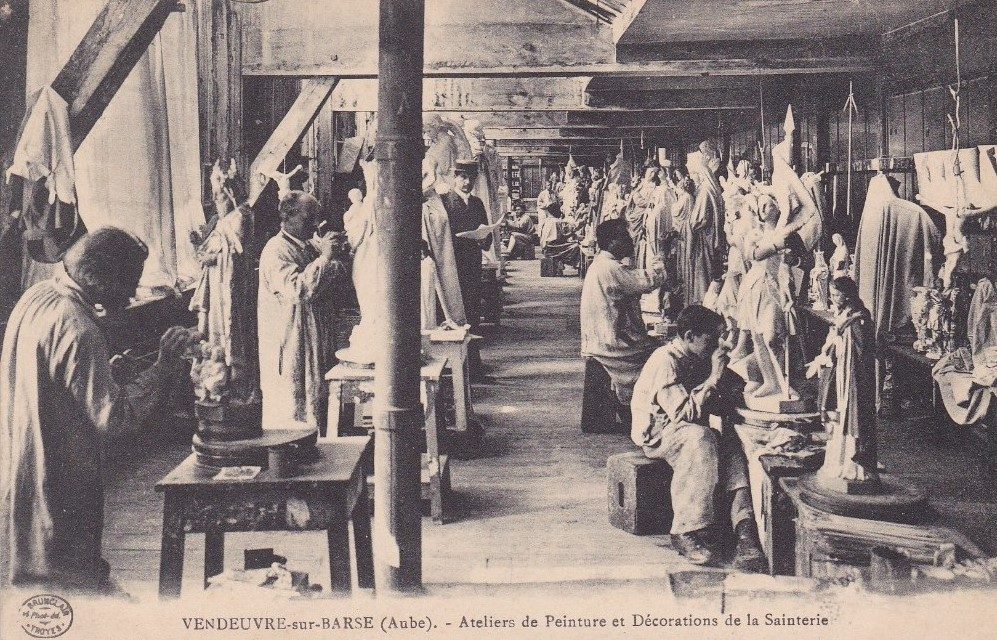
Atelier de décoration.

## L'appellation «Sainterie»
L’appellation « Sainterie » n’a rien d’officiel. Ce sont les salariés et les habitants de la région qui l'ont créée,. Elle s’est imposée sur les cartes postales, les articles de presse et dans la mémoire collective locale.
Moynet se présente principalement comme « Léon Moynet, statuaire », parfois curieusement allongée en « Statuaire d’Histoire Religieuse ». À cela, il ajoute parfois « Avocat de Saint Pierre » pour se valoriser auprès de sa clientèle catholique. Certaines publicités font précéder son nom de la mention « Art Chrétien » et la Sainterie est dénommée logiquement « Manufacture d’Art Chrétien ».
Honoré et Henri Nicot font de même et utilisent parfois l’expression « Maison H.Nicot », H étant l'initiale du prénom du dirigeant. Les locaux de la Sainterie sont appelées prosaïquement « Ateliers de Sculpture en Terre Cuite ».
Le mot « Sainterie » est particulièrement intéressant car il souligne l’aspect manufacturier de la production après les années 1860. Rappelons que, jusqu’à cette époque, les œuvres produites en nombre très faible, sont les créations et les fabrications exclusives d’un seul sculpteur, Moynet. De ce fait, certains réservent le mot "Sainterie" pour la période postérieure à 1860 et parlent de l'œuvre du sculpteur Léon Moynet pour la période antérieure.

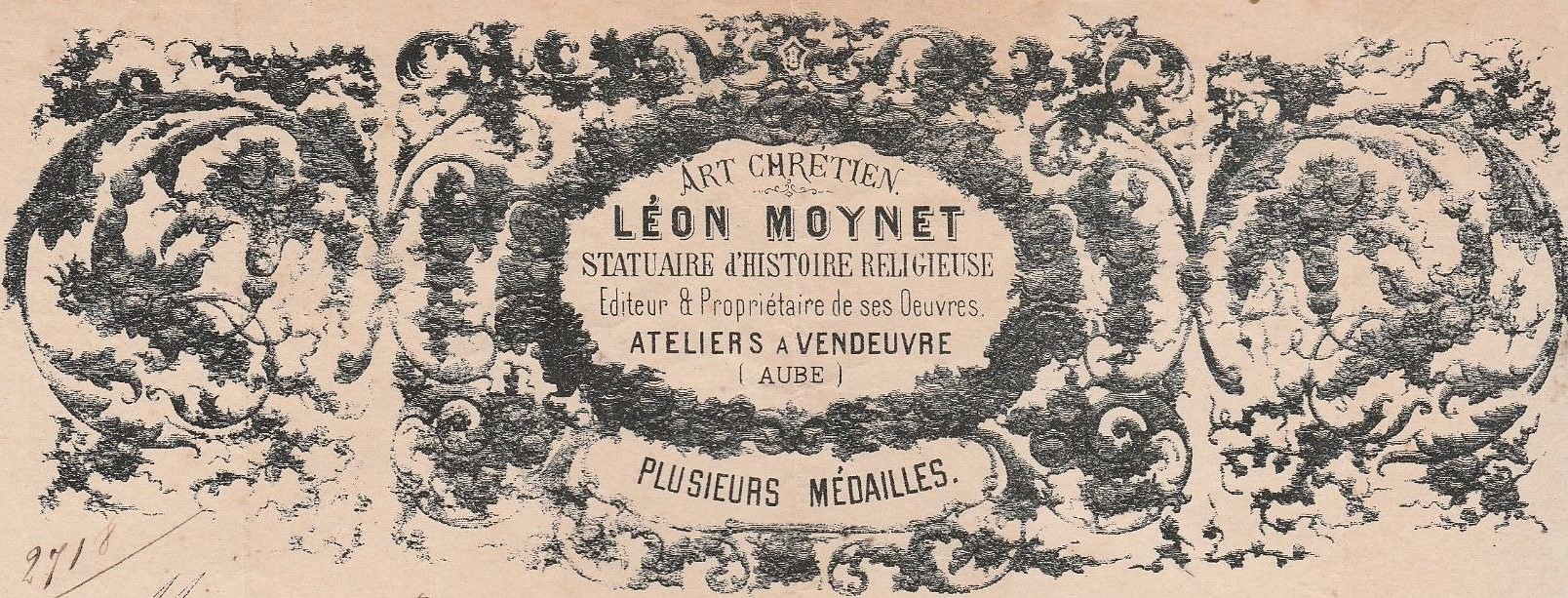
En-tête d'une facture établie par Léon Moynet en 1885.
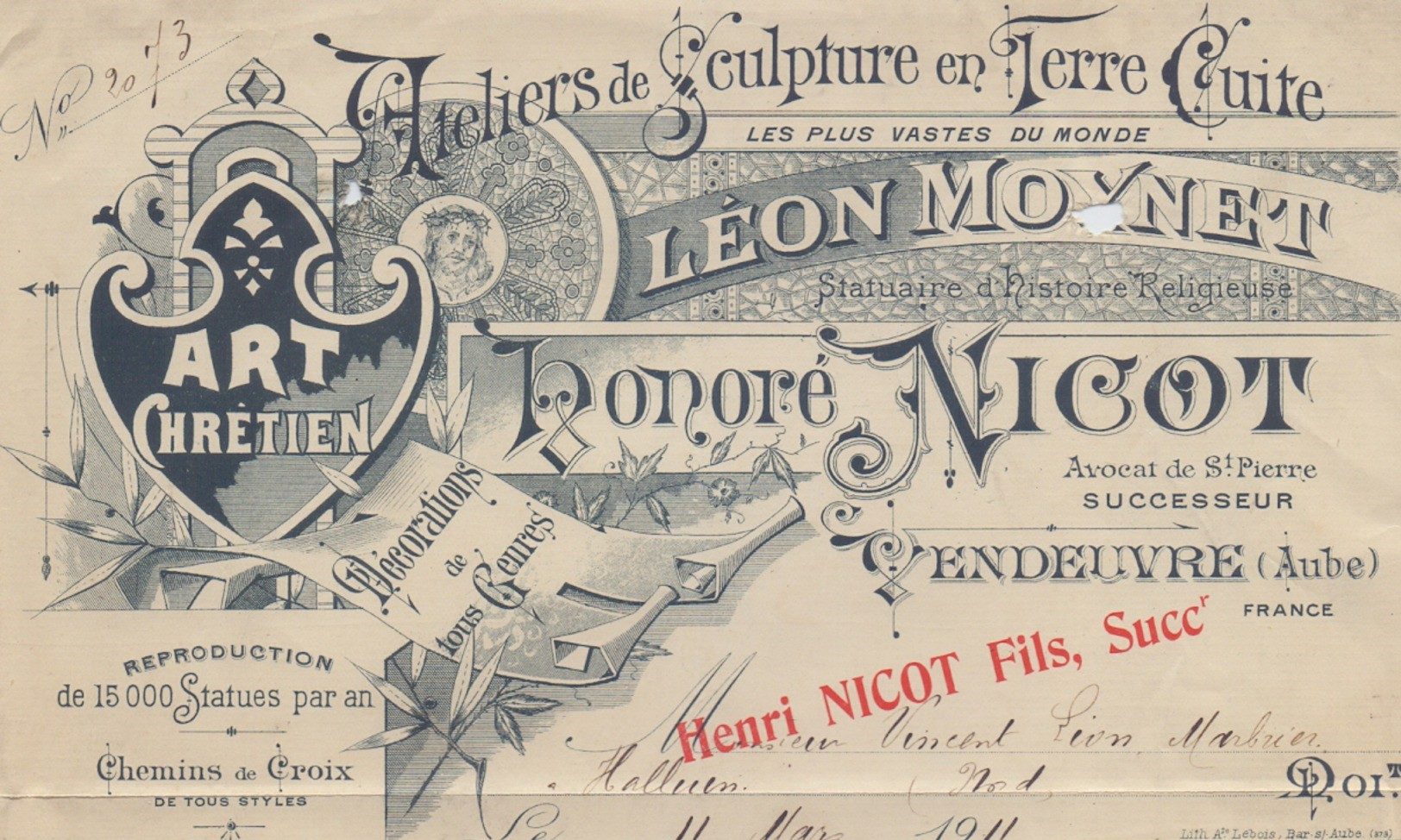
En-tête d'une facture établie par Henri Nicot en 1911.
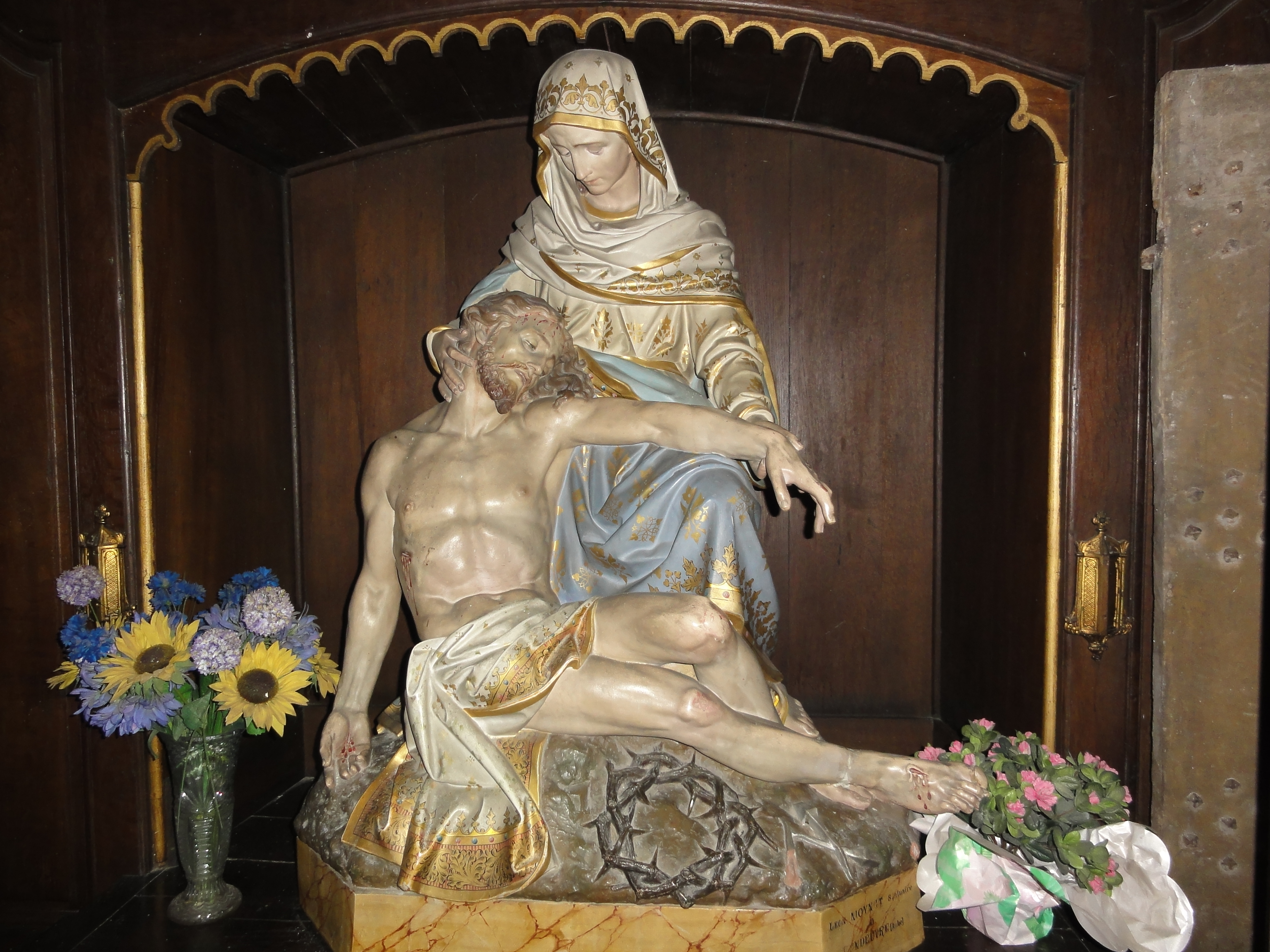
Pieta, signée Léon Moynet, Statuaire à Veudeuvre (Aube).

## Postérité

### Association ArTho (loi de 1901)
L'association ArTho (loi de 1901), Argilière du Thoais, qui met en évidence les richesses culturelles de Vendeuvre et de ses environs, organise occasionnellement des expositions sur la Sainterie. Elle approfondit et vulgarise les connaissances concernant l'histoire de cette manufacture (ses hommes, ses techniques et ses productions) et elle propose des animations pour mieux faire connaître ce patrimoine. De plus, elle met en ligne gratuitement de la documentation accessible à tous comme des catalogues anciens (cf. Bibliographie). Enfin, via Wiki Commons, elle participe à la création et à l'enrichissement d'un répertoire illustré de statues encore actuellement présentes en France et dans le monde.

### Le projet de musée
Un projet de musée avec exposition permanente est actuellement en cours d'étude. L'idée, qui remonte aux années 1970, n'a malheureusement pas pu se concrétiser jusqu'à aujourd'hui. Le financement de ce futur musée reste problématique et la volonté réelle des politiques, malgré des annonces et des engagements répétés, reste fluctuante.

### Expositions marquantes

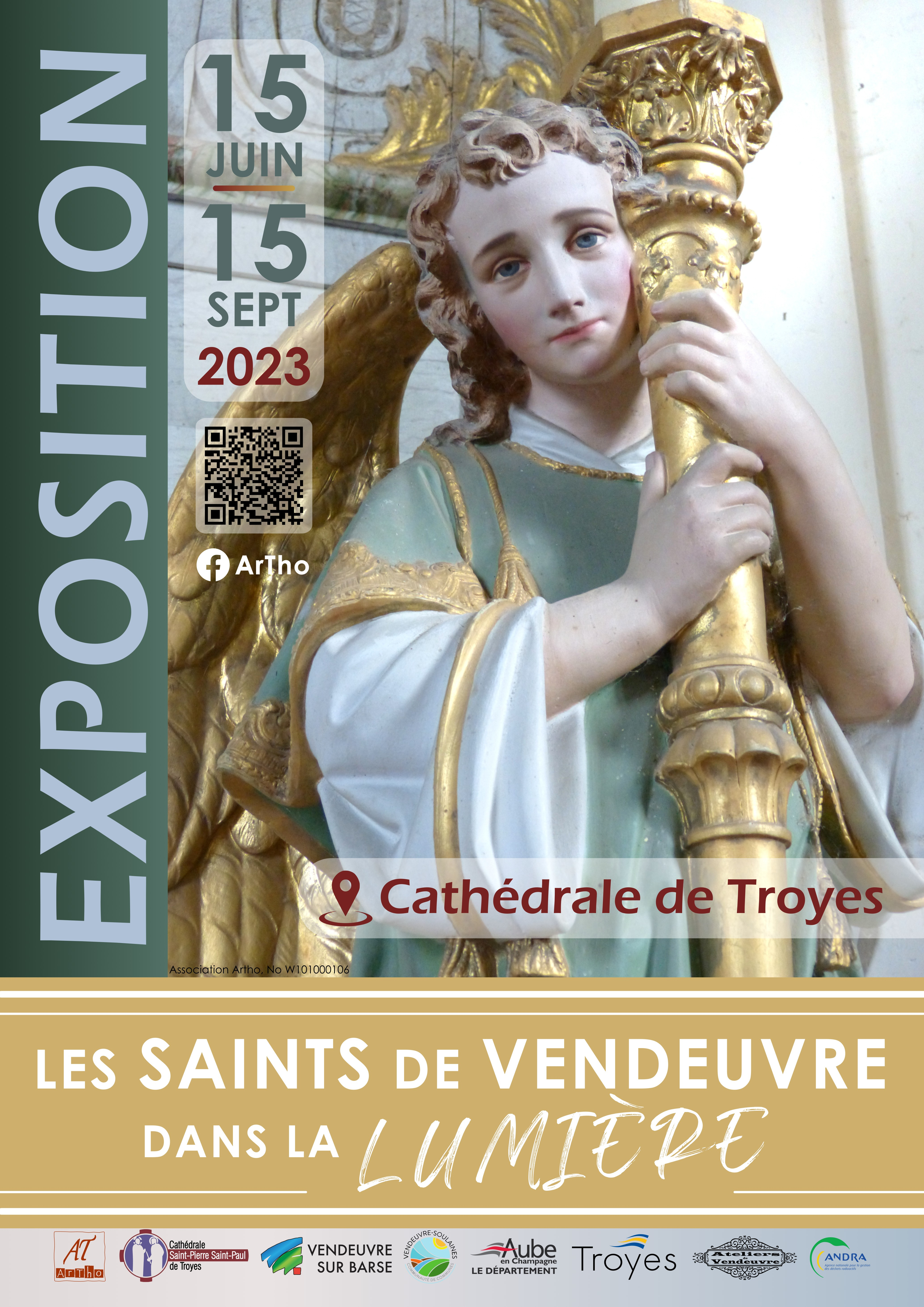
Affiche de l'exposition « Les Saints de Vendeuvre dans la Lumière ».

Du 15 juin au 15 septembre 2023, la cathédrale de Troyes et l’association Artho exposent 27 statues fabriquées à Vendeuvre. Cinq appartiennent à la cathédrale. Les autres œuvres, toutes révélatrices de la qualité et de la diversité des productions de la « Sainterie », proviennent de collections particulières et d’églises situées dans l’Est du département de l’Aube. Il s'agit des églises de Balignicourt, Champignol-lez-Mondeville, Fuligny, La Chaise, La Villeneuve-au-Chêne, Lévigny, Longpré-le-Sec, Maisons-lès-Soulaines, Spoy et Vitry-le-Croisé.

## La Sainterie vue par son fondateur Léon Moynet
Extraits d’une lettre de Léon Moynet de 1877 : 

« La création de mon établissement artistique date de 35 ans. Sur ce chiffre il a fallu, pour étudier tous les moyens de reproduction en terre, de cuisson, de décoration, d’ordre, d’administration, une silencieuse élaboration de 18 ans. Après quoi, cet établissement artistique et industriel prit un essor assez rapide et devint, à la fin de la seconde période et successivement, ce qu’il est aujourd’hui. 
Avec un personnel toujours croissant d’ouvriers, qui est actuellement de 80, il se fabrique à peu près 1000 statues par mois, dont 6 à 800 s’envoient dans toutes les directions à l’adresse du clergé français et étranger. Ma clientèle étrangère embrasse à peu près toutes les parties du monde catholique. 
Le commerce français s’empare à présent d’une bonne partie des produits de ma maison… 
C’est pourquoi j’ai toujours soin de tenir en magasin un supplément de 4000 statues… 
Tous les modèles de statues, consoles et pinacles de tous styles sont traités à l’établissement même. Donc un personnel d’artistes sculpteurs est compris dans le chiffre ci-dessus, ainsi qu’une trentaine de décorateurs de talent pour décorer de magnifiques ornements, les vêtements des saints… 
Plusieurs mouleurs sont occupés à la confection des moules servant à reproduire les statues. 
La quantité de plâtre fin employé au moulage monte à 100 000 kilos par an. Une usine à vapeur, affectée à la fabrication de ce plâtre, est montée dans l’établissement même… 
L’établissement m’appartient…je suis à même de vendre très bon marché. C’est ce que je fais pour mettre mes produits à la portée de toutes les bourses. »

## Galeries de photographies

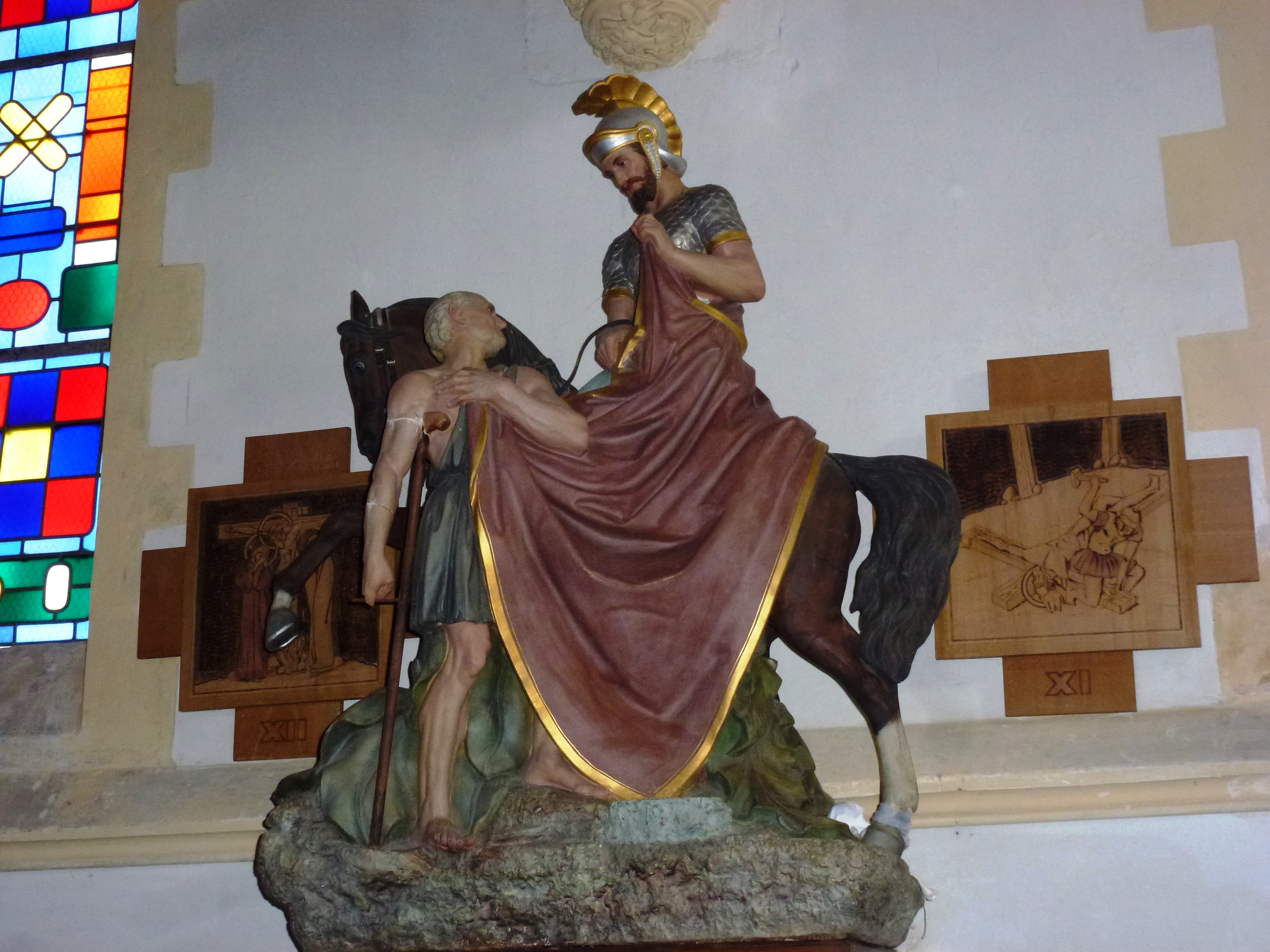
Saint Martin à cheval.
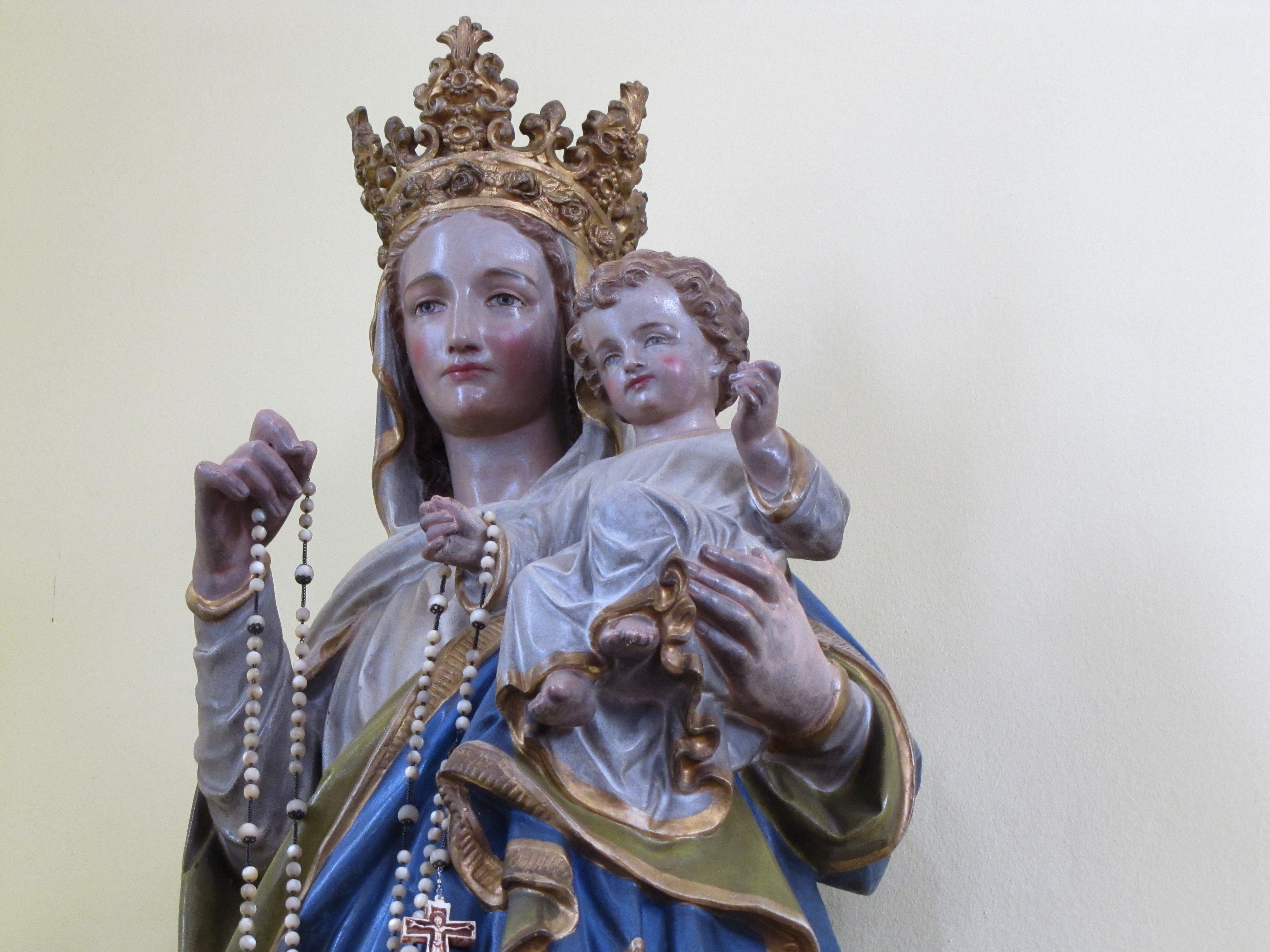
Notre-Dame du Rosaire, détail du buste et des visages.
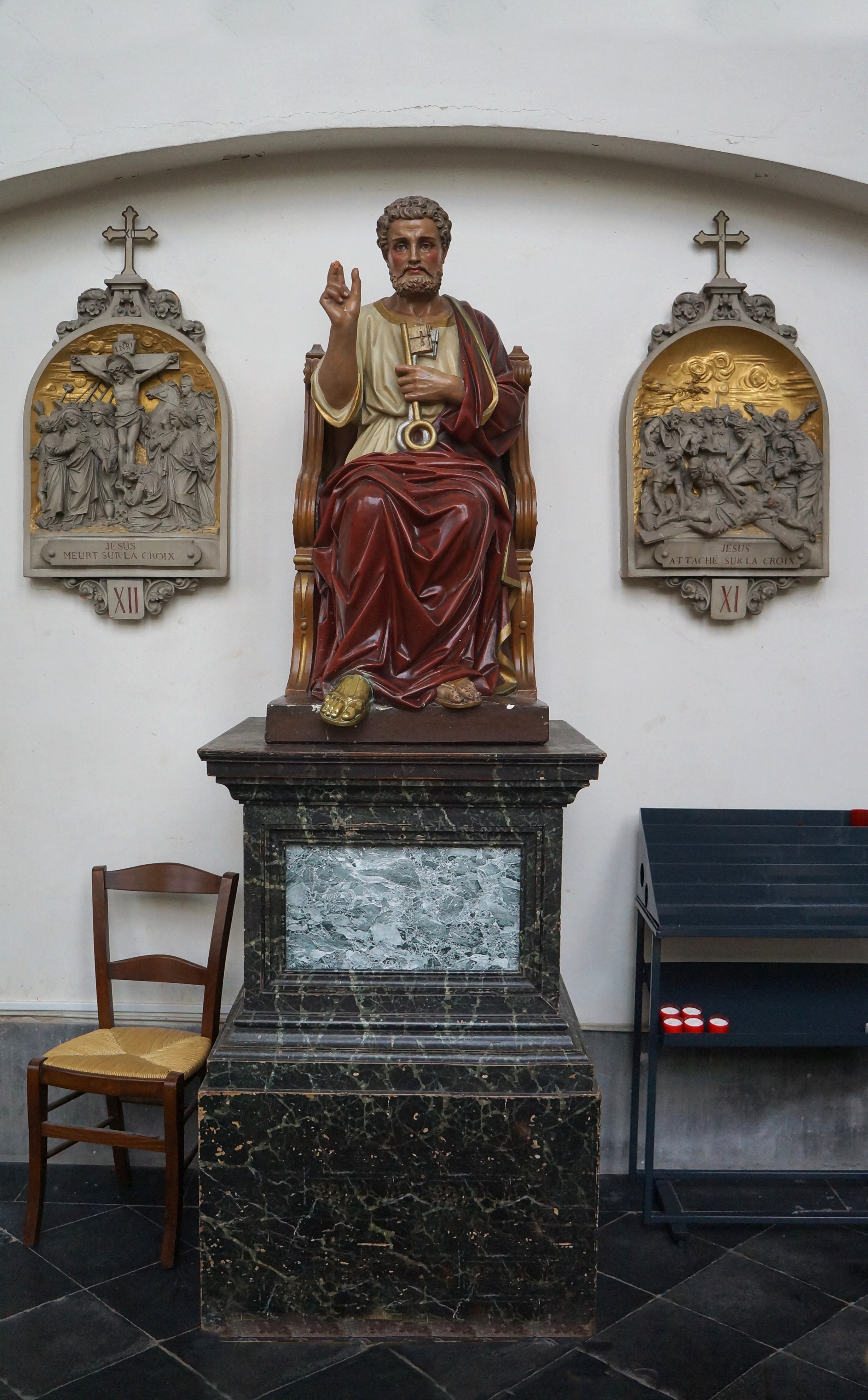
Saint Pierre d'après l'original en bronze de Saint Pierre de Rome.
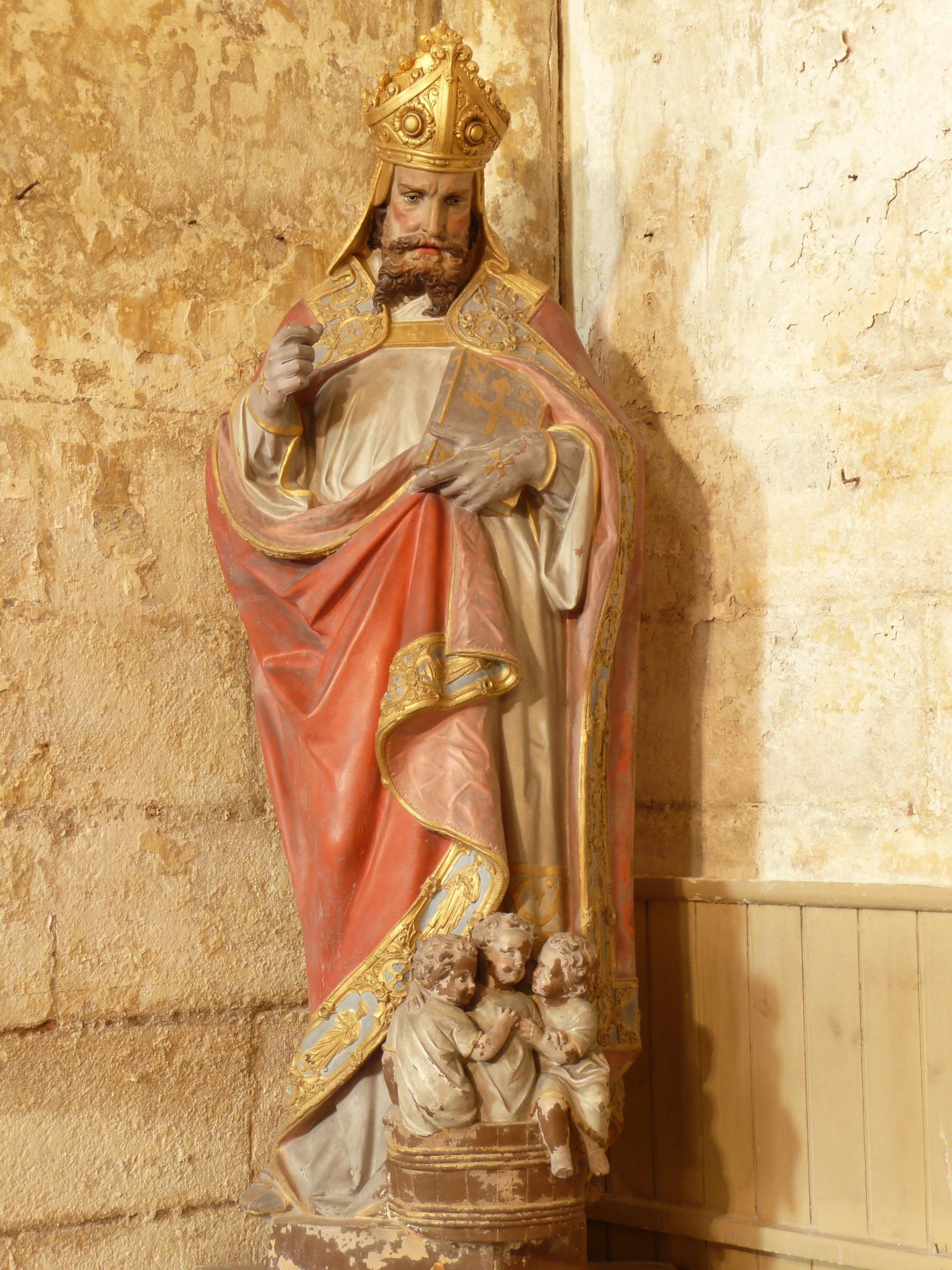
Saint Nicolas.
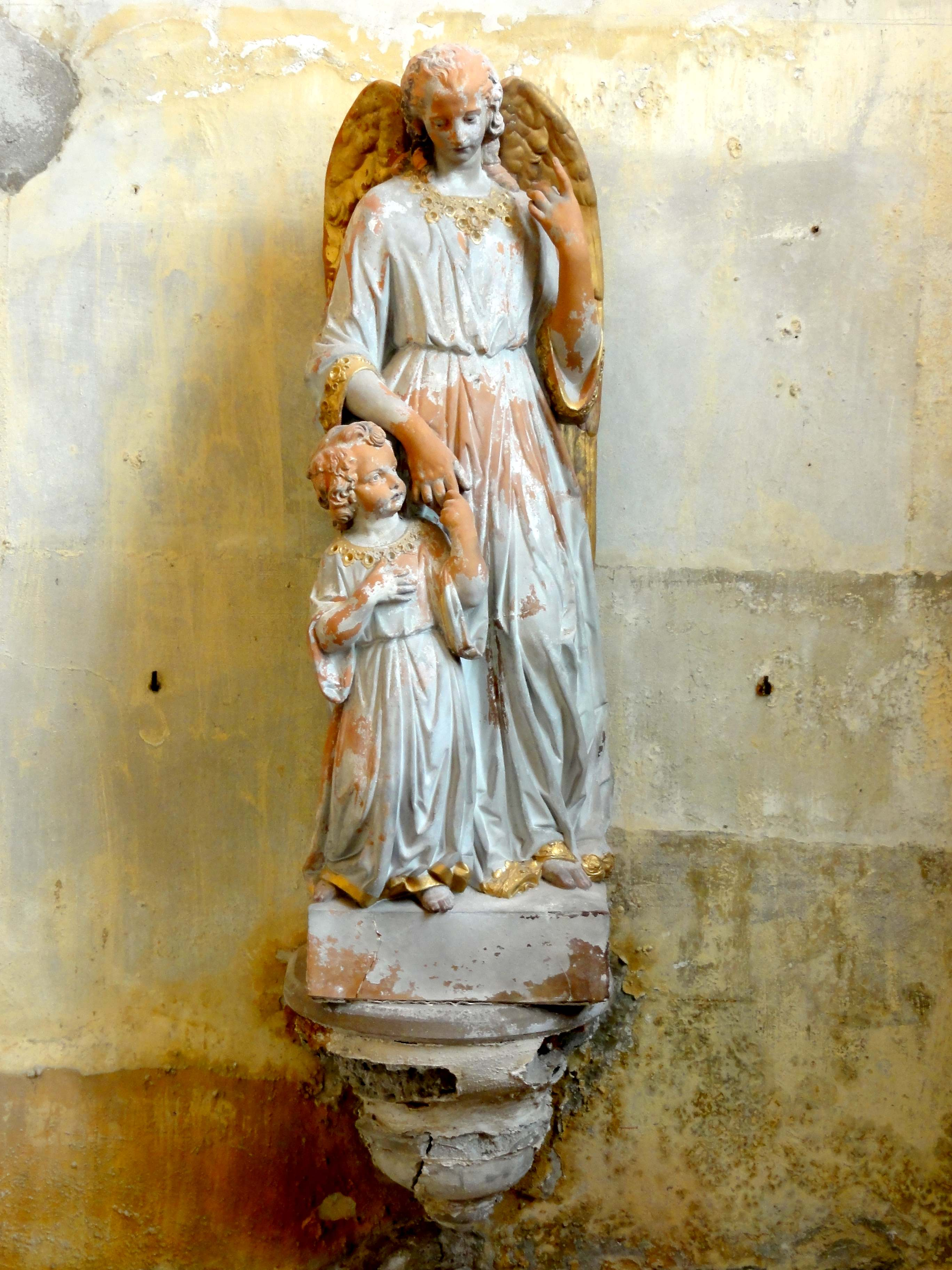
Ange gardien, modèle primitif par Léon Moynet. La peinture abimée laisse voir la terre cuite.

#### Généralités
- Mgr Justin Fèvre, Vie et travaux de M. Léon Moynet, statuaire à Vendeuvre par Mgr Fèvre, protonaire apostolique, Saint Dizier, Veuve Carnandet, 1880 (lire en ligne).
- Abbé Jean Durand, Le paradis d'un homme créatif : Une Manufacture d'art chrétien, ArTho, L'Argilière du Thoais, 1975 (réimpr. 2006) (ISBN 2-913163-15-7).
- Sylvie Forestier, « Art industriel et industrialisation de l'art : L'exemple de la statuaire religieuse de Vendeuvre-sur-Barse », Ethnologie française nouvelle série, Pour une anthropologie de l'art, vol. 8, nos 2/3,‎ 1978, p. 191-200 (lire en ligne).
- Abbé Jean Durand, Le paradis d'un homme créatif : Les statues dites de Saint-Sulpice. À Vendeuvre (Aube) et à Vaucouleurs (Meuse), ArTho, L'Argilière du Thoais, 1982 (réimpr. 2006) (ISBN 2-913163-15-7).
- Isabelle Saint-Martin, Répertoire des catalogues du mobilier et des objets religieux du XIXe et XXe siècle., MCC SDARCHETIS, octobre 2008 (lire en ligne).
- Conseil général d'Indre et Loire [textes de Guy Bertaud du Chazaud, Alain Ferdière, Jean-Marie Laruaz, et al.], Catalogue de l'exposition Sculptures en Touraine : promenade autour de cent œuvres [cité royale de Loches, logis royal, 25 octobre-15 mars 2014], Éditions du Conseil général d'Indre-et-Loire, 2014, 184 p. (ISBN 978-2-916434-19-3, OCLC 902785513, lire en ligne), p. 101-106.
- Valérie Gilet Alanièce et François Gilet, De Moynet à Nicot : La Sainterie de Vendeuvre dans les Archives Départementales de l'Aube, 2016, 97 p. (lire en ligne).
- Valérie Alanièce, Les Saints de Vendeuvre dans la Lumière, Vendeuvre-sur-Barse, ArTho Editions, 2024, 79 p. (ISBN 978-2-9581759-1-7)Album souvenir de l'exposition du 15 juin au 17 septembre 2023 à la Cathédrale Saint-Pierre et Saint-Paul de Troyes.
- Pauline Carminati, Le gothique pour tous. Léon Moynet, statuaire à Vendeuvre sur Barse, in Collectif, Un nouveau Moyen-Age ? Le néogothique dans le Grand Est : Actes du colloque "Un nouveau Moyen-Age ? Le néogothique dans le Grand Est" Nancy, 5-8 octobre 2022, AMAL / Gérard Louis, août 2024, 383 p. (ISBN 978-2-35763-198-4), chap. 6 (« Mobilier et objets d'Art »), p. 298-308.

#### Catalogues/Albums commerciaux anciens

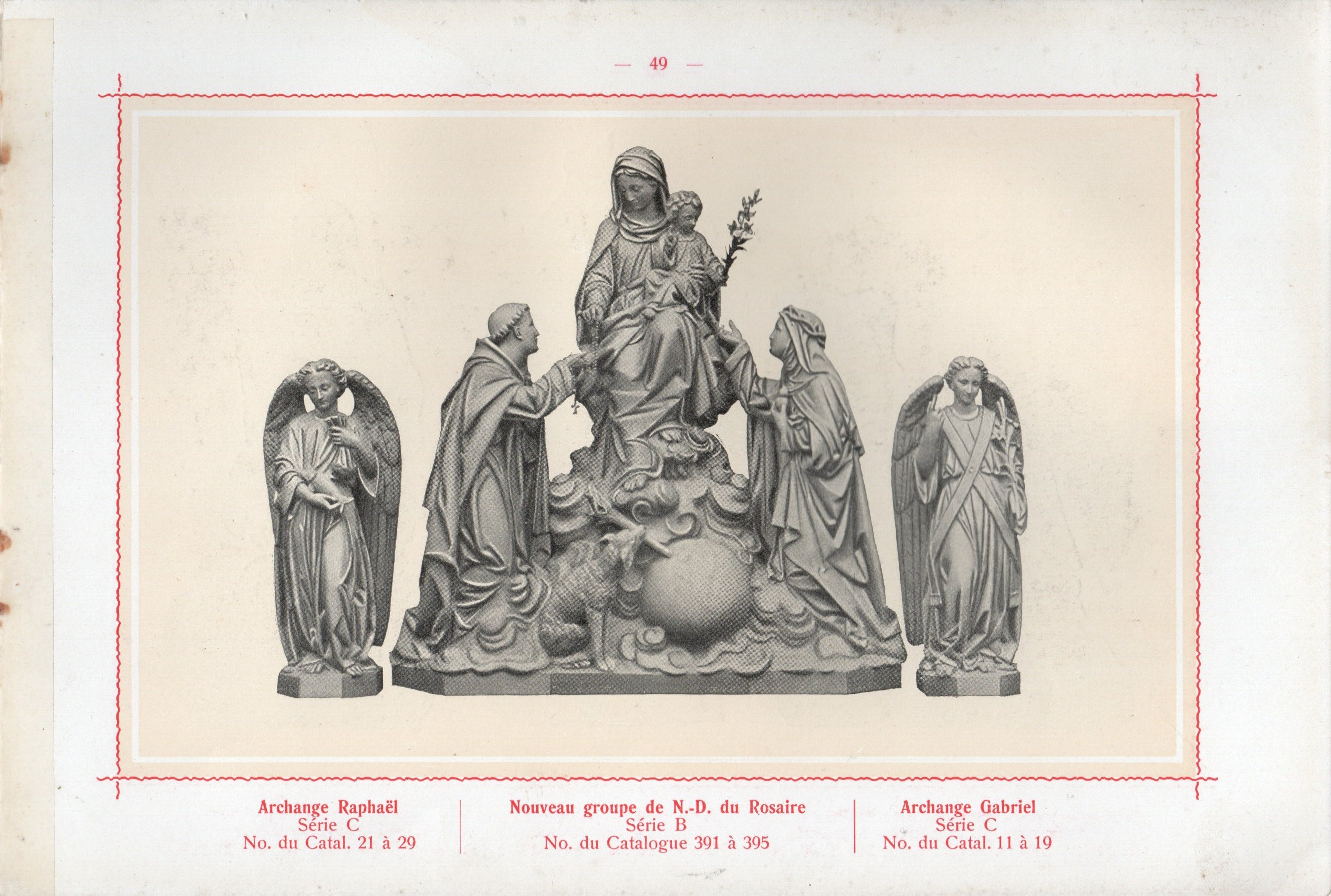
Page 49 de l'album de statues édité vers 1900

L'entreprise a édité au cours de son existence une trentaine de catalogue. L'association ArTho en a numérisé deux qui sont désormais accessibles à tous  via Wikicommons :
- Honoré Nicot, statuaire, Album de statues, chemins de croix, hauts- et bas-reliefs, consoles, pinacles et autres sculptures en terre cuite., Vendeuvre-sur-Barse, circa 1900, 140 p. (lire en ligne)
- Henri Nicot Fils, Art Chrétien [catalogue], Troyes, Imprimerie Paul Bage, 1914, 30e éd., 106 p. (lire en ligne)Page 49 de l'album de statues édité vers 1900

### Filmographie
- Du sang au paradis, court-métrage de Jacques Anquetil de 1964 [voir en ligne]
- Documentaire de Patrick Nadler sur l’histoire de la Manufacture d’Art Chrétien de Vendeuvre, 2012